# 21729 Kimrichards
21729 Kimrichards è un asteroide della fascia principale. Scoperto nel 1999, presenta un'orbita caratterizzata da un semiasse maggiore pari a 2,3523816 UA e da un'eccentricità di 0,0249525, inclinata di 5,38291° rispetto all'eclittica.